# Cladotheria
Clade
Taxons de rang inférieur
- †Dryolestoidea
- Zatheria

Les Cladotheria (cladothériens) sont un groupe de mammifères qui comprend l'ancêtre de Dryolestoidea et des Zatheria (thériens vivants et ses ancêtres),. 